# Colonia Nueva Santa María, Morelos
Colonia Nueva Santa María är en ort i Mexiko.   Den ligger i kommunen Cuernavaca och delstaten Morelos, i den sydöstra delen av landet, 60 km söder om huvudstaden Mexico City. Colonia Nueva Santa María ligger 1 509 meter över havet och antalet invånare är 175.
Terrängen runt Colonia Nueva Santa María är lite bergig. Runt Colonia Nueva Santa María är det mycket tätbefolkat, med 1 517 invånare per kvadratkilometer. Närmaste större samhälle är Cuernavaca, 2,5 km nordost om Colonia Nueva Santa María. I omgivningarna runt Colonia Nueva Santa María växer huvudsakligen savannskog.